# Mai és massa tard
Mai és massa tard (títol original en anglès, Still Life) és una pel·lícula dramàtica del 2013 escrita i dirigida per Uberto Pasolini. La pel·lícula es va projectar al 70è Festival de Cinema de Venècia, on va guanyar el premi al millor director en la categoria Horitzons. Al Festival Internacional de Cinema de Reykjavík, va rebre el màxim premi (Fraret d'Or) així com el Premi FIPRESCI. També va rebre el premi Perla Negra, el màxim guardó del Festival de Cinema d'Abu Dhabi per "la seva humanitat, empatia i gràcia en el tractament del dolor, la solitud i la mort". Per la seva interpretació, Eddie Marsan va guanyar el premi al millor actor britànic al Festival Internacional de Cinema d'Edimburg 2014. S'ha doblat al català.